# Liste der Kulturdenkmale in Neresheim

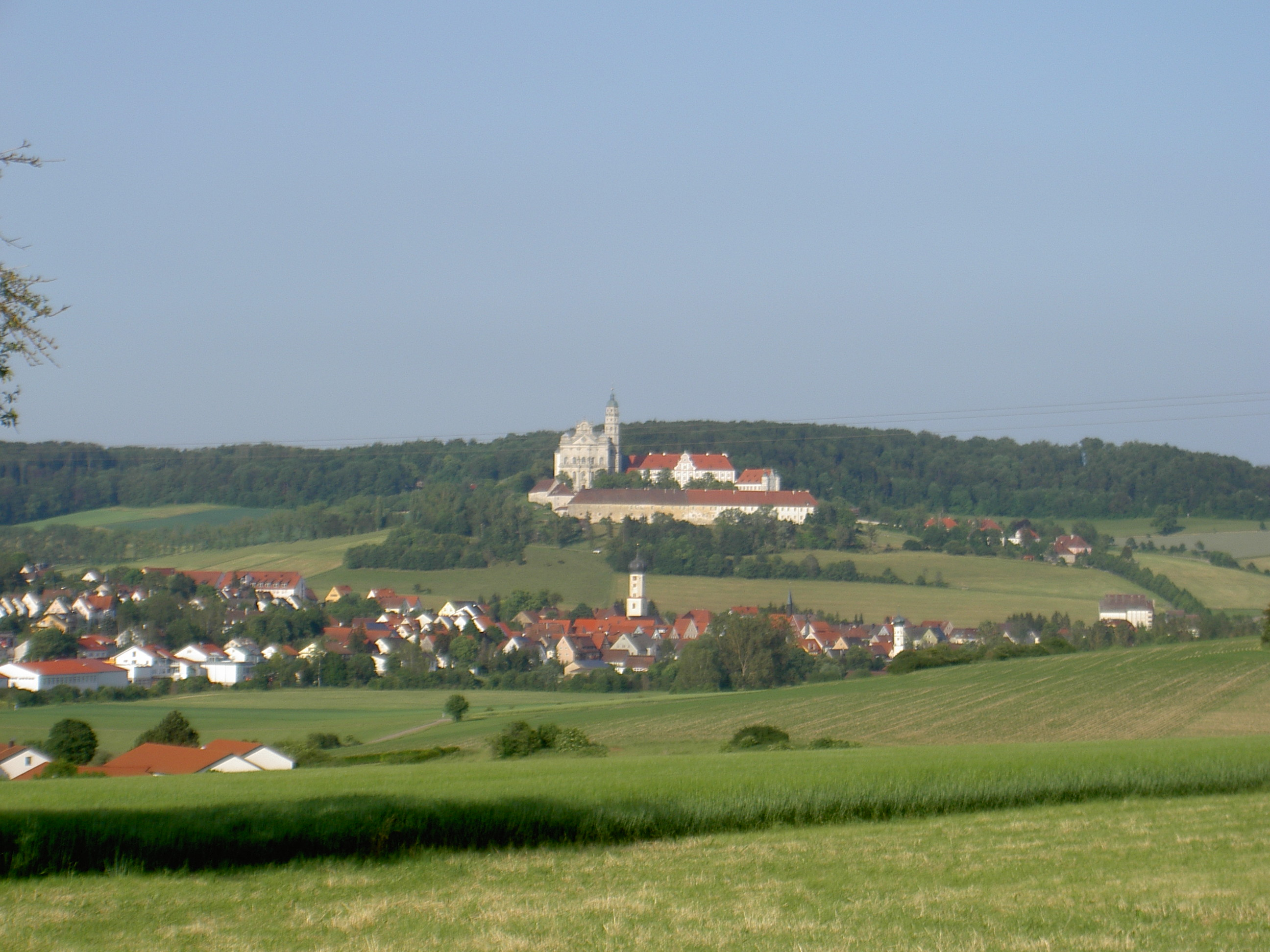
Blick auf Abtei Neresheim und Stadt

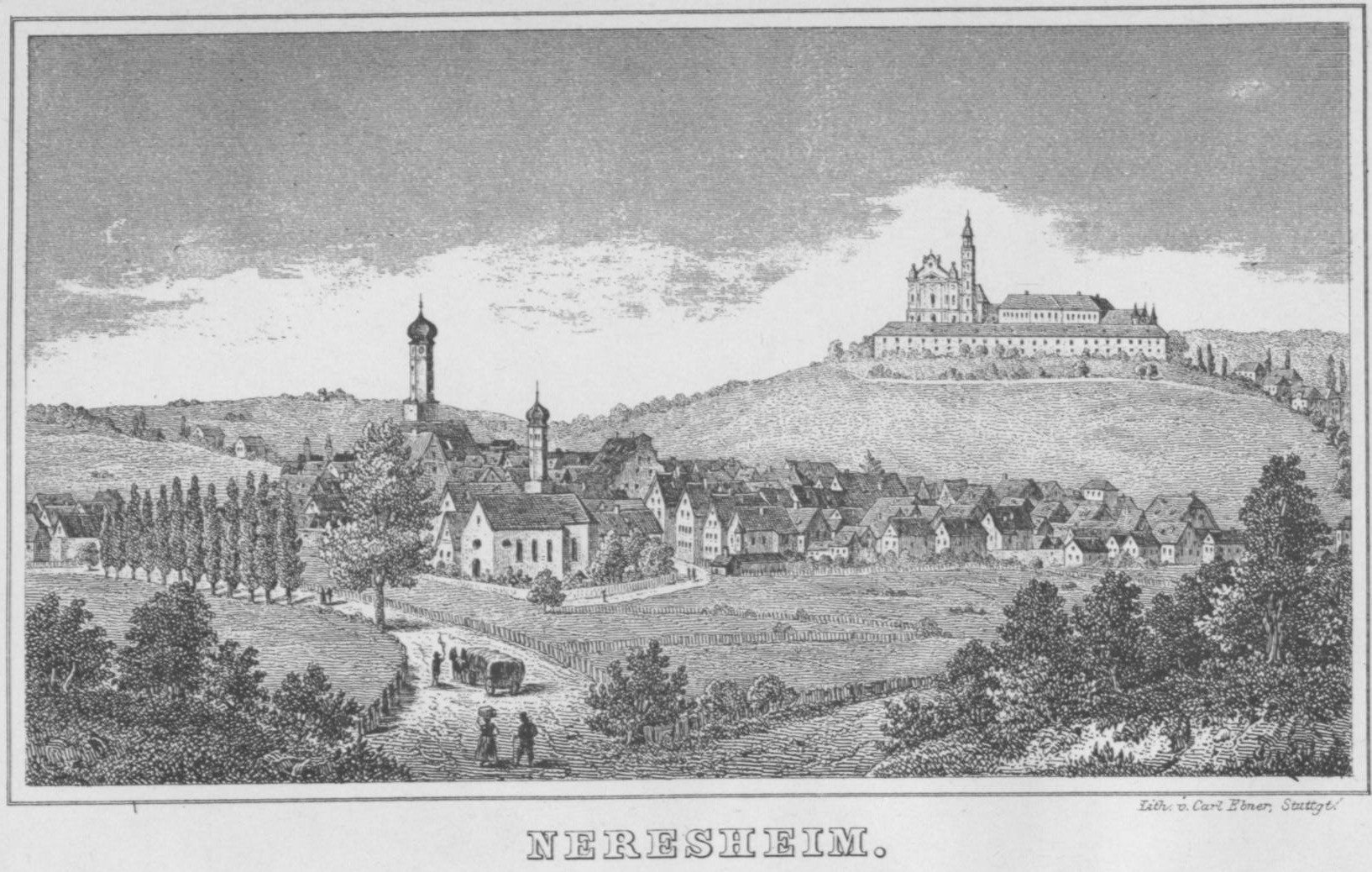
Alte Ansicht von Neresheim

In der Liste der Kulturdenkmale in Neresheim sind Bau- und Kunstdenkmale der Stadt Neresheim verzeichnet. Die Liste wurde nach der Liste der Kulturdenkmale in Baden-Württemberg, Verzeichnis der unbeweglichen Bau- und Kunstdenkmale und der zu prüfenden Objekte im Regierungsbezirk Stuttgart, Land-/Stadtkreis Ostalbkreis, Gemeinde Neresheim (Ausdruck: 12. Juni 2018) erstellt.
Diese Liste ist nicht rechtsverbindlich. Eine rechtsverbindliche Auskunft ist lediglich auf Anfrage bei der Unteren Denkmalschutzbehörde des Ostalbkreises erhältlich.

## Kulturdenkmale nach Ortsteilen

### Neresheim
| Bild           | Bezeichnung                                                | Lage                                                                            | Datierung           | Beschreibung | ID |
| -------------- | ---------------------------------------------------------- | ------------------------------------------------------------------------------- | ------------------- | --- | -- |
|                | Wegkapelle                                                 | Auernheimer Weg 14 (Flst.Nr. 0-739/1) (Karte)                                   |                     | Fachwerk um 1900 Geschützt nach § 2 DSchG | BW |
|                | Härtsfeldbahnlokomotive                                    | Dischinger Straße (Karte)                                                       |                     | Härtsfeldbahnlokomotive WN Nr. 11 Geschützt nach § 2 DSchG |    |
|                | Sparkassengebäude                                          | Dischinger Straße 2 (Flst.Nr. 0-213) (Karte)                                    | 1905                | Klinkerbau mit sogenanntem Stuttgarter Dach, bezeichnet „1905“ Geschützt nach § 2 DSchG                                                                                            |    |
|                | Wohnhaus                                                   | Dischinger Straße 3 (Flst.Nr. 0-212/3) (Karte)                                  | um 1810             | Putzbau mit Walmdach, um 1810 Geschützt nach § 2 DSchG |    |
|                | Ehemalige Zehntscheune                                     | Dischinger Straße 10 (vor) (Flst.Nr. 0-217) (Karte)                             |                     | Ehemalige Zehntscheune Geschützt nach § 2 DSchG |    |
|                | Härtsfeldbahnhof                                           | Dischinger Straße 11 (Flst.Nr. 0-218) (Karte)                                   | 1900                | Erbaut im Jahr 1900 Geschützt nach § 2 DSchG |    |
|                | Postamt                                                    | Dischinger Straße 12 (Flst.Nr. 0-217/1) (Karte)                                 | 1911                | Putzbau mit sehr steilem Mansarddach mit Schopf, 1911 Geschützt nach § 2 DSchG |    |
|                | Amtsgericht                                                | Hauptstraße 2 (Flst.Nr. 0-21) (Karte)                                           | 1809                | Giebelständiger Putzbau mit Schopfwalm, 1809 Geschützt nach § 2 DSchG |    |
|                | Stadtbefestigung – Sachgesamtheit                          | Hauptstraße 4, 44, Vorstadtstraße 1 (bei) (Flst.Nr. 0-18, 0-37/2, 0-79/2, 0-89) |                     | Stadtbefestigung mit Stadtmauerresten und Resten des ehemaligen Zwingers (Sachgesamtheit) Geschützt nach § 2 DSchG                                                                 |    |
|                | Wohnhaus                                                   | Hauptstraße 5 (Flst.Nr. 0-3) (Karte)                                            | 18. Jahrhundert     | Giebelständiger Putzbau mit Fachwerkgiebel, wohl 18. Jahrhundert Geschützt nach § 2 DSchG                                                                                          | BW |
|                | Rathaus, ehemaliges Kastenhaus                             | Hauptstraße 20 (Flst.Nr. 0-33/1) (Karte)                                        |                     | Ehemaliges Kastenhaus, dann fürstlich Öttingisches Rentamt Geschützt nach § 28 DSchG                                                                                               |    |
|                | Ehemaliges Oberamtsgebäude                                 | Hauptstraße 21 (Flst.Nr. 0-12) (Karte)                                          | 1842/43             | Traufständiger Putzbau, 1842/43 Geschützt nach § 2 DSchG |    |
|                | Ehemaliges Vogtshaus                                       | Hauptstraße 22 (Flst.Nr. 0-34) (Karte)                                          | 16./17. Jahrhundert | Putzbau mit Eckerker, 16./17. Jahrhundert Geschützt nach § 2 DSchG |    |
|                | Gasthaus zum Rössle                                        | Hauptstraße 37 (Flst.Nr. 0-70) (Karte)                                          | 1888                | Traufständiger Putzbau, 1888 Wirtshausausleger Geschützt nach § 2 DSchG |    |
|                | Kellerhaus des ehemaligen Gasthofs Zum Storchen            | Kürschnergasse 14 (Flst.Nr. 0-25/3) (Karte)                                     | 1809                | Mit Gewölbekeller, 18. Jahrhundert und hölzernem Türsturz, bezeichnet „1809“ Geschützt nach § 2 DSchG                                                                              | BW |
|                | Wallfahrtskirche Maria Buch                                | Maria Buch 1 (Flst.Nr. 0-1037, 0-1037/1) (Karte)                                | 1859/89             | Neuromanischer Putzbau, 1859/89, Statue des heiligen Josef auf Tuffsteinsockel; Pieta auf Tuffsteinsockel Geschützt nach § 2 DSchG                                                 |    |
| Weitere Bilder | Katholische Pfarrkirche Mariä Himmelfahrt – Sachgesamtheit | Marienplatz 1 (Flst.Nr. 0-34/2) (Karte)                                         | 1468                | 1468 erbaut, 1716 Chor neugestaltet, 1745 umgestaltet, außen am Chor Kerkerheilandkapelle und Ölbergkapelle (Sachgesamtheit) Geschützt nach § 28 DSchG                             |    |
|                | Ettertafel                                                 | Nördlinger Straße (Flst.Nr. 0-149/2)                                            | 19. Jahrhundert     | Aus der zweiten Hälfte des 19. Jahrhunderts Geschützt nach § 2 DSchG |    |
|                | Katholischer Pfarrhof                                      | Obere Gasse 3 (Flst.Nr. 0-34/1) (Karte)                                         | 1733                | Dreistöckiger Putzbau mit Walmdach, 1733, Bildsäule heiliger Benedikt, 18. Jahrhundert Geschützt nach §§ 2, 28 DSchG                                                               |    |
|                | Wohnhaus einer Hofanlage                                   | Obere Gasse 18 (Flst.Nr. 0-39/10) (Karte)                                       | 18. Jahrhundert     | Aus dem 18. Jahrhundert Geschützt nach § 2 DSchG |    |
|                | Wohnhaus                                                   | Schulstraße 3 (Flst.Nr. 0-33/3) (Karte)                                         | 18. Jahrhundert     | Giebelständiges verputztes Fachwerkhaus, 18. Jahrhundert Geschützt nach § 2 DSchG                                                                                                  | BW |
|                | Wohnhaus                                                   | Schulstraße 5 (Flst.Nr. 0-33/4) (Karte)                                         | 17. Jahrhundert     | Giebelständiges verputztes Fachwerkhaus, 17. Jahrhundert, zum Teil verblattet Geschützt nach § 2 DSchG                                                                             | BW |
|                | Rathaus und Schulhaus                                      | Schulstraße 10 (Flst.Nr. 0-32/4) (Karte)                                        | 1836                | Massivbau mit Walmdach, 1836 Geschützt nach § 2 DSchG |    |
|                | Friedhofskirche (ehemalige Pfarrkirche?)                   | Stadtgraben 15 (Flst.Nr. 0-236) (Karte)                                         | Um 1600             | Um 1600 mit mittelalterlichem Turmstumpf und Sakristei Geschützt nach § 28 DSchG                                                                                                   |    |
|                | Wohnhaus                                                   | Storchengasse 8 (Flst.Nr. 0-25/5) (Karte)                                       | 17. Jahrhundert     | Giebelständiger Putzbau mit Schweifgiebel und Erker, Kellergewölbe, Anfang 17. Jahrhundert Geschützt nach § 28 DSchG                                                               | BW |
|                | Gasthof Adler                                              | Vorstadtstraße 1 (Flst.Nr. 0-89) (Karte)                                        | 19. Jahrhundert     | Putzbau mit Schopfwalm, wohl 1. Hälfte 19. Jahrhundert; An Stallscheune: Teil der Sachgesamtheit Stadtbefestigung, siehe Hauptstr. 4, ... Abgerissen 2023 Geschützt nach § 2 DSchG |    |

### Dehlingen
| Bild | Bezeichnung                                              | Lage                                                  | Datierung       | Beschreibung                                                                 | ID |
| ---- | -------------------------------------------------------- | ----------------------------------------------------- | --------------- | ---------------------------------------------------------------------------- | -- |
|      | Ulrichskapelle oder Ulrichsbrunnen, resp. Brunnenkapelle | Am Weiher 1 (Flst.Nr. 0-1013) (Karte)                 | 18. Jahrhundert | Quadratischer Putzbau mit Walmdach, 18. Jahrhundert Geschützt nach § 2 DSchG |    |
|      | Katholische Kirche St. Ulrich – Sachgesamtheit           | Lindenberg 3 (Flst.Nr. 0-1025-1026, 0-1028/1) (Karte) | 1612            | 1612, mit Friedhofsmauer (Sachgesamtheit) Geschützt nach § 28 DSchG          | BW |

### Dorfmerkingen
| Bild | Bezeichnung                                                           | Lage                                         | Datierung                 | Beschreibung | ID      |
| ---- | --------------------------------------------------------------------- | -------------------------------------------- | ------------------------- | --- | ------- |
|      | Ofenstein                                                             | Burghaldenweg 9 (Karte)                      | 1802                      | Bezeichnet „1802“ Geschützt nach § 2 DSchG | BW      |
|      | Laufender Brunnen                                                     | Dossinger Straße (Flst.Nr. 0-197/1) (Karte)  | 2. Hälfte 19. Jahrhundert | Brunnensäule und Bronnentrog, Gusseisen, 2. Hälfte 19. Jahrhundert Geschützt nach § 2 DSchG |         |
|      | Katholisches Pfarrhaus                                                | Dossinger Straße 20 (Flst.Nr. 0-4/2) (Karte) | 17. Jahrhundert           | Giebelständiger Putzbau mit Walmdach, 17. Jahrhundert Geschützt nach § 28 DSchG |         |
|      | Ehemalige Leonhardkapelle                                             | Felsenstraße 30 (Flst.Nr. 0-169) (Karte)     | 2. Hälfte 18. Jahrhundert | Putzbau mit polygonalem Schluss, heute Lourdeskapelle, zweite Hälfte 18. Jahrhundert, im Rokoko-Stil erbaut mit barockem Tafelbild Geschützt nach § 28 DSchG |         |
|      | Gasthaus Hirsch                                                       | Felsenstraße 37 (Karte)                      | 19. Jahrhundert           | Reklametafel, wohl 19. Jahrhundert Geschützt nach § 2 DSchG | BW      |
|      | Katholische Pfarrkirche St. Mauritius, St. Georg und Maria Immaculata | Kirchweg 10 (Flst.Nr. 0-5/1) (Karte)         | 1797                      | Die katholische Pfarrkirche St. Mauritius und St. Georg, 1747 mit markantem Zwiebelturm im Zopfstil errichtet, enthält mehrere Deckenfresken von Johann Michael Zink. Das Hauptbild zeigt die Maria Immaculata, in den Zwickeln werden Szenen aus dem Leben der Kirchenpatrone Mauritius und Georg gezeigt. Der barocke Hauptaltar zeigt ein Bild des Heiligen Mauritius vor dem römischen Kaiser; der Chorraum wurde 2000 von Michaela A. Fischer neu gestaltet. Geschützt nach §§ 2, 28 DSchG | Kloster |

### Elchingen
| Bild | Bezeichnung                                        | Lage                                      | Datierung                 | Beschreibung | ID |
| ---- | -------------------------------------------------- | ----------------------------------------- | ------------------------- | --- | -- |
|      | Katholische Pfarrkirche St. Otmar – Sachgesamtheit | Am Kirchplatz 3 (Flst.Nr. 0-23/6) (Karte) | 1725                      | Putzbau mit polygonalem Schluss, bezeichnet „1725“, 1792 erneuert; Ölbergkapelle, wohl 18. Jahrhundert; Friedhofsmauer. (Sachgesamtheit) Geschützt nach § 2 DSchG |    |
|      | Katholischer Pfarrhof                              | Am Kirchplatz 5 (Flst.Nr. 0-23/3) (Karte) | 2. Hälfte 18. Jahrhundert | Putzbau mit Walmdach, 2. Hälfte 18. Jahrhundert Geschützt nach § 28 DSchG                                                                                         |    |

### Härtsfeldwerke
| Bild | Bezeichnung                            | Lage                                       | Datierung | Beschreibung | ID |
| ---- | -------------------------------------- | ------------------------------------------ | --------- | --- | -- |
|      | Trafostation des ehemaligen Kalkwerkes | Härtsfeldwerke 12 (Flst.Nr. 0-776) (Karte) | um 1925   | Expressionistischer, steinsichtiger Bau mit flachem Walmdach, 20er Jahre 20. Jahrhundert (an der Egau, beim Kalksteinbruch zirka 500 Meter südlich WP Steinmühle, siehe Flurkarte NO 2284) Geschützt nach § 2 DSchG |    |

### Hohenlohe
| Bild | Bezeichnung                          | Lage                                       | Datierung                       | Beschreibung                                                                          | ID |
| ---- | ------------------------------------ | ------------------------------------------ | ------------------------------- | ------------------------------------------------------------------------------------- | -- |
|      | Katholische Dorfkapelle St. Wendelin | Frankenstraße 15 (Flst.Nr. 0-1403) (Karte) | Letztes Viertel 19. Jahrhundert | Putzbau mit geradem Schluss, letztes Viertel 19. Jahrhundert Geschützt nach § 2 DSchG |    |

### Kösingen
| Bild | Bezeichnung                                                                | Lage                                                       | Datierung            | Beschreibung | ID |
| ---- | -------------------------------------------------------------------------- | ---------------------------------------------------------- | -------------------- | --- | -- |
|      | Forsthaus                                                                  | Frickinger Straße 1 (Flst.Nr. 0-97) (Karte)                | 1585                 | Im Giebel bezeichnet 1585 Geschützt nach §§ P DSchG |    |
|      | Brunnensäule                                                               | Hohlensteiner Straße (Flst.Nr. 0-8)                        | um 1900              | Gusseisen, um 1900 Geschützt nach § 2 DSchG |    |
|      | Wegkapelle mit Kreuzigung                                                  | Kapellenweg 2 (Flst.Nr. 0-1/3) (Karte)                     | 1745                 | 1745; mit Figuren des 16./17. Jahrhunderts Geschützt nach § 2 DSchG | BW |
|      | Katholische Pfarrkirche Hl. Maria, Hl. Vitus und Hl. Sola – Sachgesamtheit | Kirchbergstraße 1 (Flst.Nr. 0-7/2, 0-7/3, 0-61/20) (Karte) | 1717/1720            | Turmuntergeschosse mittelalterlich (§ 28); einschließlich Friedhofsmauer mit integrierter Ölbergkapelle (oder Kalvarienberg, Kapellennische, § 28) 1717/1720 (Sachgesamtheit) Geschützt nach § 28 DSchG |    |
|      | Ehemalige Pfarrscheune (heute Gemeindehaus)                                | Kirchbergstraße 1 (bei) (Flst.Nr. 0-7/4) (Karte)           | wohl 17. Jahrhundert | Massivbau mit Walmdach, wohl 17. Jahrhundert Geschützt nach §§ 2, 28 DSchG | BW |

### Mörtingen
| Bild | Bezeichnung                            | Lage                                 | Datierung | Beschreibung | ID |
| ---- | -------------------------------------- | ------------------------------------ | --------- | --- | -- |
|      | Marmorrelief                           | Mörtingen 7 (Flst.Nr. 0-395)         | 1626      | (an Nebengebäude) mit Kreuzigung, bezeichnet „1626“ Geschützt nach § 2 DSchG                                    |    |
|      | Wappenstein der Reichsstadt Nördlingen | Mörtingen 7 (Flst.Nr. 0-395) (Karte) |           | Wappenstein Öttingen-Wallerstein, Sandsteinrelief mit Kopf eines Bärtigen (Eisenbarth) Geschützt nach § 2 DSchG |    |

### Ohmenheim
| Bild           | Bezeichnung                                            | Lage                                             | Datierung       | Beschreibung | ID |
| -------------- | ------------------------------------------------------ | ------------------------------------------------ | --------------- | --- | -- |
|                | Gasthof „Zur Kanne“                                    | Brühlstraße 2 (Flst.Nr. 0-617) (Karte)           | 1675            | Giebelständiger Putzbau mit Satteldach, bezeichnet „1675“ Geschützt nach § 2 DSchG |    |
|                | Lohbühlkapelle (Wegkapelle)                            | Loch 1 (Flst.Nr. 0-415) (Karte)                  | um 1900         | Kruzifix, wohl um 1900 Geschützt nach § 2 DSchG | BW |
|                | Katholischer Pfarrhof – Sachgesamtheit                 | Schwäbische Albstraße 38 (Flst.Nr. 0-30) (Karte) | 1527            | Traufständiger Putzbau mit Walmdach, 1527 erbaut, 1791 erneuert; Pfarrscheune, Massivbau mit Satteldach, wohl 17. Jahrhundert; Pumpbrunnensäule, Gusseisen, um 1900 (Sachgesamtheit) Geschützt nach § 2 DSchG |    |
| Weitere Bilder | Katholische Pfarrkirche St. Elisabeth – Sachgesamtheit | Schwäbische Albstraße 40 (Flst.Nr. 0-31) (Karte) | 1732            | Putzbau mit polygonalem Chor, 1732, Turmuntergeschosse mittelalterlich. Im Jahr 1727 malte Johann Michael Zink die Deckenfresken. Am Turmuntergeschoss Ölbergkapelle, bezeichnet „1762“; Überdachte Kreuzwegstationen an der Friedhofsmauer, dazugehörige Kapelle mit Kerkerheiland, wohl 19. Jahrhundert (Sachgesamtheit) Geschützt nach § 2 DSchG |    |
|                | Sogenanntes Kautzerhaus, ehemalige Mühle               | Untere Straße 35 (Flst.Nr. 0-162/1) (Karte)      | 17. Jahrhundert | Putzbau mit Walmdach, wohl 17. Jahrhundert Geschützt nach §§ 2, 28 DSchG |    |

### Schloss Neresheim
| Bild           | Bezeichnung                                                                                            | Lage | Datierung       | Beschreibung | ID |
| -------------- | --- | --- | --------------- | --- | -- |
|                | Kruzifix                                                                                               | Alte Kösinger Straße (Flst.Nr. 0-1002) | 18. Jahrhundert | Corpus wohl 18. Jahrhundert Geschützt nach § 2 DSchG |    |
|                | Ehemaliges Forsthaus                                                                                   | Alte Kösinger Straße 19 (Flst.Nr. 0-1033) (Karte)                                                                                           | 19. Jahrhundert | Verkleidetes Fachwerkhaus, wohl Anfang 19. Jahrhundert Geschützt nach § 2 DSchG | BW |
|                | Ehemaliges Klosterbedienstetenwohnhaus                                                                 | Klosterallee 16 (Flst.Nr. 0-1048/4) (Karte)                                                                                                 | 18. Jahrhundert | Putzbau mit Walmdach, 18. Jahrhundert Geschützt nach § 2 DSchG |    |
|                | Ehemaliges Klosterbedienstetenwohnhaus                                                                 | Klosterallee 18, 20 (Flst.Nr. 0-1015-1016) (Karte)                                                                                          | 18. Jahrhundert | Putzbau mit Walmdach, Zwerchhaus, 18. Jahrhundert Geschützt nach § 2 DSchG |    |
|                | Ehemaliges Klosterbedienstetenwohnhaus                                                                 | Klosterallee 19, 21 (Flst.Nr. 0-1010-1011) (Karte)                                                                                          | 18. Jahrhundert | Putzbau mit Walmdach und Zwerchhaus, Figurennische mit Schmerzensmadonna, 18. Jahrhundert Geschützt nach § 2 DSchG                                                                          |    |
|                | Ehemaliges Klosterbedienstetenwohnhaus                                                                 | Klosterallee 22, 24 (Flst.Nr. 0-1017, 0-1020, 0-1048/6) (Karte)                                                                             | 18. Jahrhundert | Putzbau mit Walmdach und Zwerchhaus, 18. Jahrhundert; Wandbrunnen (beim Parkplatz) Geschützt nach § 2 DSchG                                                                                 | BW |
|                | Ehemaliges Klosterbedienstetenwohnhaus, sogenanntes Martin-Koller-Haus                                 | Klosterallee 23, 25 (Flst.Nr. 0-1008-1009) (Karte)                                                                                          | 18. Jahrhundert | Putzbau mit Walmdach, Zwerchhaus mit Schweifgiebel, 18. Jahrhundert Geschützt nach § 2 DSchG                                                                                                | BW |
|                | Sogenannter Abeleshof                                                                                  | Schafhof 1 (Flst.Nr. 0-1045/1) (Karte) | 1770/80         | Ehemaliges Schafhaus des Klosters, 1770/80 Geschützt nach § 2 DSchG |    |
| Weitere Bilder | Benediktinerkloster mit Klostergebäude, Kirche, Ökonomie, Michaelsbrunnen, Ummauerung – Sachgesamtheit | Schloss Neresheim 1, Alte Kösinger Straße 5/0, Schloß Neresheim 2, 3, 4, 5, 6, 7, 8, 9, 10, 11, 12 (Flst.Nr. 0-1001-1002, 0-1002/3) (Karte) |                 | Abtei Neresheim, das Benediktinerkloster ist eine Sachgesamtheit mit den Bestandteilen - Klostergebäude, - Kirche, - Ökonomie, - Michaelsbrunnen und - Ummauerung. Geschützt nach § 2 DSchG |    |

### Schweindorf
| Bild | Bezeichnung                       | Lage                                    | Datierung                    | Beschreibung | ID |
| ---- | --------------------------------- | --------------------------------------- | ---------------------------- | --- | -- |
|      | Evangelischer Pfarrhof            | Kirchstraße 3 (Flst.Nr. 0-31/4) (Karte) | vor 1900                     | Putzbau mit Satteldach, vor 1900 Geschützt nach § 2 DSchG |    |
|      | Evangelische Kirche St. Stephanus | Kirchstraße 5 (Flst.Nr. 0-31/5) (Karte) | 1911, Mittelalter (Chorturm) | Chorturm mittelalterlich, Langhaus 1911. Aufgrund seiner früheren Zugehörigkeit zur Reichsstadt Nördlingen ist Schweindorf die einzige evangelisch geprägte Ortschaft auf dem sonst traditionell katholischen Härtsfeld. Die vermutlich dem heiligen Stefan geweihte evangelische Kirche besitzt einen romanischen Chorturm und wurde 1380 erstmals erwähnt. Der Chorraum ist mit einem Rippenkreuzgewölbe ausgestattet. 1507 kam die Kirche von der Adelslinie auf Katzenstein an das Nördlinger Spital. Geschützt nach § 2 DSchG |    |

### Steinmühle
| Bild | Bezeichnung | Lage                             | Datierung | Beschreibung                                                 | ID |
| ---- | ----------- | -------------------------------- | --------- | ------------------------------------------------------------ | -- |
|      | Wegkapelle  | Steinmühle 2 (Flst.Nr. 0-1052/1) | vor 1900  | Neugotischer Backsteinbau, vor 1900 Geschützt nach § 2 DSchG |    |

### Stetten
| Bild | Bezeichnung                                                | Lage                                             | Datierung | Beschreibung | ID |
| ---- | ---------------------------------------------------------- | ------------------------------------------------ | --------- | --- | -- |
|      | Katholische Kirche St. Maria, St. Florian und St. Wendelin | Härtsfeldstraße 30 (Flst.Nr. 1-12, 1-27) (Karte) | 1749      | Die Kirche – ein Putzbau mit polygonalem Schluss – wurde 1749 erbaut und ist der heiligen Maria, St. Florian und Wendelin geweiht. In der Kirche befinden sich drei Barockaltäre aus der älteren Neresheimer Klosterkirche. Geschützt nach § 2 DSchG | BW |
|      | Sogenanntes Benefiziathaus                                 | Härtsfeldstraße 32 (Flst.Nr. 1-11) (Karte)       | 1783      | Ehemaliges Schulhaus, Putzbau mit Walmdach, 1783 Geschützt nach § 2 DSchG |    |

### Weilermerkingen
| Bild | Bezeichnung                       | Lage                                               | Datierung       | Beschreibung                                                                       | ID |
| ---- | --------------------------------- | -------------------------------------------------- | --------------- | ---------------------------------------------------------------------------------- | -- |
|      | Katholische Dorfkapelle St. Josef | Dorfmerkinger Straße 32 (Flst.Nr. 0-906/1) (Karte) | 19. Jahrhundert | Putzbau mit halbrundem Schluss, 1. Hälfte 19. Jahrhundert Geschützt nach § 2 DSchG |    |